# Harlan Mills
Harlan Duncan Mills (* 14. Mai 1919 in Liberty Center, Iowa; † 8. Januar 1996) war ein amerikanischer Informatiker, bekannt für Beiträge zur Softwaretechnik und zur Strukturierten Programmierung.
Harlan Mills war im Zweiten Weltkrieg Bomberpilot und Fluglehrer und wurde 1952 an der Iowa State University in Mathematik promoviert. Er lehrte an verschiedenen Universitäten (wie der Iowa State, der Johns Hopkins University, der University of Maryland, der Princeton University und der New York University) und war von 1964 bis 1987 bei IBM, wo er 1973 den Status eines IBM Fellow erreichte und Leiter des Software Engineering sowie Mitglied des IBM Corporate Technical Committee war. Zuletzt war er Direktor des von ihm gegründeten Information Systems Institute in Vero Beach und Professor am Florida Institute of Technology.
Er begründete die Cleanroom Software Engineering Methode bei IBM, unter Verwendung formaler Prinzipien aus der theoretischen Informatik (Strukturierte Programmierung nach Edsger W. Dijkstra u. a.), einem Top Down Zugang und mit statistischer Qualitätskontrolle beim Test der Software. Seine Methoden führten bei IBM und anderswo zu wesentlichen Fortschritten in der Software-Qualität und bei der Entwicklung zuverlässiger Software in kritischen Bereichen (wie in Flugzeugen oder bei Kernkraftwerken).
Im Jahr 1994 erhielt Harlan D. Mills er den Computer Pioneer Award.

## Schriften
- mit Richard C. Linger & Bernard Witt: Structured programming, theory and practice. Addison-Wesley, 1979
- mit Richard C. Linger & Alan R. Hevner: Principles of information systems analysis and design. Academic Press, 1986
- mit anderen: Principles of computer programming: a mathematical approach. Allyn and Bacon, 1987
- Software Productivity. Little Brown/Dorset House, 1988